# Droßdorf (Tirpersdorf)
Droßdorf ist ein Ortsteil der Gemeinde Tirpersdorf im sächsischen Vogtlandkreis. Die Gemeinde Droßdorf mit den Ortsteilen Altmannsgrün, Obermarxgrün, Juchhöh und Schloditz wurde am 1. Januar 1994 nach Tirpersdorf eingemeindet.

## Geografie

### Lage und Verkehr
Der Ortsteil Droßdorf liegt im Zentrum der Gemeinde Tirpersdorf. Der Ort befindet sich im Zentrum des Vogtlandkreises und im sächsischen Teil des historischen Vogtlands. Geografisch liegt der Ort im Osten des Naturraums Vogtland (Oberes Vogtland). Der Droßdorfer Bach entwässert über den Hainbach in die Weiße Elster. Auf dem stillgelegten Abschnitt Falkenstein (Vogtl.)–Oelsnitz (Vogtl.), welcher auch über Droßdorfer Flur führt, verläuft heute ein Radweg. In der nordwestlichen Ortsflur befindet sich ein Teil des Nachbarorts Juchhöh.
Der Ort ist mit der vertakteten RufBus-Linie 55 des Verkehrsverbunds Vogtland an Oelsnitz angebunden.

### Nachbarorte
| Juchhöh, Schloditz | Theuma                                      |             |
| Altmannsgrün       | Kompassrose, die auf Nachbargemeinden zeigt | Lottengrün  |
|                    | Hartmannsgrün                               | Tirpersdorf |

## Geschichte
Das Platzdorf Droßdorf wurde im Jahr 1267 als „Drosansdorf“ erwähnt. Droßdorf gehörte im Gegensatz zum Nachbarort Tirpersdorf bis ins 19. Jahrhundert anteilig zu den kursächsischen bzw. königlich-sächsischen Ämtern Plauen und Voigtsberg. Die Grundherrschaft über den Plauener Anteil lag im 16. Jahrhundert anteilig bei den Rittergütern Mechelgrün untern Teils, Reusa und dem Deutschen Ritterorden zu Plauen. Um 1764 lag sie für den Plauener Anteil allein beim Rittergut Mechelgrün untern Teils. Der Voigtsberger Anteil von Droßdorf unterstand anteilig der Grundherrschaft des Ritterguts Schloditz. Kirchlich ist Droßdorf seit jeher nach Theuma gepfarrt.
1856 wurde Droßdorf dem Gerichtsamt Oelsnitz und 1875 der Amtshauptmannschaft Oelsnitz angegliedert. Durch die zweite Kreisreform in der DDR kam die Gemeinde Droßdorf im Jahr 1952 zum Kreis Oelsnitz im Bezirk Chemnitz (1953 in Bezirk Karl-Marx-Stadt umbenannt). Am 1. Juli 1973 wurden die Nachbarorte Altmannsgrün, Obermarxgrün und Schloditz mit dem Schloditzer Anteil von Juchhöh eingemeindet. Die Gemeinde Droßdorf kam im Jahr 1990 zum sächsischen Landkreis Oelsnitz, der 1996 im Vogtlandkreis aufging.
Am 1. Januar 1994 erfolgte die Eingemeindung der Gemeinde Droßdorf mit ihren Ortsteilen nach Tirpersdorf.

## Persönlichkeiten
Johann Gottlieb Jahn (1804–1878), Lehrer, Journalist, Chronist